# Nyanza (Kenia)
Nyanza war eine Provinz Kenias. Ihre Hauptstadt war Kisumu. Die Provinz grenzte an Tansania, Uganda und den Victoriasee. Der See war namensstiftend: Nyanza bedeutet in der Sprache der im angrenzenden Tansania lebenden Sukuma „große Wassermasse“ oder „See“.
Die Provinz hatte etwa 5.050.000 Einwohner. Wichtigste Bevölkerungsgruppe in Nyanza waren die nilotischen Luo, daneben lebten hier auch Bantu-Ethnien wie die Kisii (Gusii), Kuria und Luhya.
Auf dem Gebiet des ehemaligen Nyanza herrscht ein tropisch feuchtes Klima.
Im Rahmen der Verfassung von 2010 wurden die kenianischen Provinzen aufgelöst. Auf dem Gebiet der Provinz Nyanza befinden sich heute die Countys Homa Bay, Kisii, Kisumu, Migori, Nyamira und Siaya.

## Verwaltungsgliederung
Nyanza war in 12 Distrikte eingeteilt:
| Distrikt                 | Hauptstadt  |
| ------------------------ | ----------- |
| Bondo                    | Bondo       |
| Gucha/Ogembo/South Kisii | Ogembo      |
| Homa Bay                 | Homa Bay    |
| Kisii Central            | Kisii       |
| Kisumu                   | Kisumu      |
| Kuria                    | Kehancha    |
| Migori                   | Migori      |
| Nyamira/Kisii North      | Nyamira     |
| Nyando                   | Awasi       |
| Rachuonyo                | Oyugis      |
| Siaya                    | Siaya       |
| Suba                     | Mbita Point |